# Sandro Ramírez
Sandro Ramírez Castillo (* 9. července 1995 Las Palmas), známý jako Sandro, je španělský profesionální fotbalista, který hraje na pozici útočníka za španělský klub UD Las Palmas. Je také bývalým španělským mládežnickým reprezentantem.

## Klubová kariéra
Sandro se připojil k mládeži FC Barcelona v roce 2009 ve věku 14 let, po krátkém období v UD Las Palmas. 10. června byl povýšen do B-týmu FC Barcelona a debutoval 17. srpna, kdy venku prohráli 1:2 s CD Mirandés.

## Reprezentační kariéra
Sandro nastupoval za španělské mládežnické reprezentace od kategorie U16.